# Mickey Harte
Michael Joseph Harte, conosciuto come Mickey Harte oppure Mickey Joe Harte (Lifford, 1973), è un cantante irlandese.
Ha rappresentato l'Irlanda all'Eurovision Song Contest 2003 con il brano We've Got the World.

## Biografia
Mickey Harte è salito alla ribalta alla fine del 2002 con la sua partecipazione al talent show canoro You're a Star, che ha funto da programma di selezione del rappresentante irlandese per l'Eurovision Song Contest 2003. Nella finale dell'8 marzo è stato decretato vincitore dal televoto. All'Eurovision, che si è tenuto il 24 maggio a Riga, ha cantato il suo singolo di debutto We've Got the World e si è classificato all'11º posto su 26 partecipanti con 53 punti totalizzati. Ha riscosso particolare successo fra il pubblico britannico, dove è risultato il più televotato della serata. Il singolo ha raggiunto la vetta della classifica irlandese e ha anticipato l'uscita dell'album di debutto del cantante, Sometimes Right Sometimes Wrong, anch'esso numero uno in classifica in Irlanda. Il disco ha prodotto altri due singoli di successo: There Must Be Love (2ª posizione) e Never Wanna' Let U Down (8ª posizione). L'anno successivo un nuovo singolo, A New Way to Fly, ha raggiunto il 16º posto in classifica.
Nel 2006 è uscito il secondo album del cantante, Live & Learn, che non ha però replicato il successo del primo e ha trascorso una sola settimana nella top 100 irlandese al 53º posto. L'anno successivo ha preso parte al reality show di RTÉ Celebrities Go Wild, in cui otto celebrità si ritrovano a vivere nel Connemara rurale. Il suo terzo album, Forward to Reality, è uscito nel 2011.

## Discografia

### Album
- 2003 - Sometimes Right Sometimes Wrong
- 2006 - Live & Learn
- 2012 - Forward to Reality

### Singoli
- 2003 - We've Got the World
- 2003 - There Must Be Love
- 2003 - Never Wanna' Let U Down
- 2004 - New Way to Fly
- 2005 - Sound of the Summer
- 2006 - Nine Lives
- 2006 - Can't Let Go
- 2006 - Wish You Well
- 2011 - Time
- 2011 - Not Wasting Another Day
- 2013 - Come Gather All
- 2017 - For the Broken Hearted
- 2019 - Stressed Out